# Lucien Joulin
Pour les articles homonymes, voir Joulin.
Lucien (François) Joulin est un directeur de la photographie français, né le 29 avril 1907 à Paris (20e), mort le 8 février 1964 à Nice (Alpes-Maritimes).

## Biographie
Outre quelques tournages comme assistant opérateur ou cadreur, Lucien Joulin contribue comme chef opérateur à une quarantaine de films français (ou en coproduction), les trois premiers sortis en 1933 (dont La Fusée de Jacques Natanson, avec Firmin Gémier et Marcelle Géniat).
Suivent notamment La Fille de madame Angot de Jean Bernard-Derosne (1935, avec André Baugé et Arletty), Frédérica de Jean Boyer (1942, avec Charles Trenet et Elvire Popesco), Le Vicomte de Bragelonne de Fernando Cerchio (coproduction franco-italienne, 1954, avec Georges Marchal et Dawn Addams), ou encore le court métrage Ars de Jacques Demy (1959).
Son dernier film est Nick Carter va tout casser d'Henri Decoin (coproduction franco-italienne, avec Eddie Constantine et Paul Frankeur), sorti le 17 juin 1964, plus de quatre mois après sa mort prématurée (à 56 ans).

## Filmographie partielle

### Cadreur
- 1937 : La Belle de Montparnasse de Maurice Cammage
- 1938 : La Chaleur du sein de Jean Boyer
- 1939 : La Charrette fantôme de Julien Duvivier

### Directeur de la photographie
(CM = court métrage)
- 1933 : La Fusée de Jacques Natanson
- 1933 : Cette nuit-là de Marc Sorkin et Georg Wilhelm Pabst
- 1933 : Le Simoun de Firmin Gémier
- 1934 : Une nuit de folies de Maurice Cammage
- 1935 : La Fille de madame Angot de Jean Bernard-Derosne
- 1938 : Si tu reviens de Jacques Daniel-Norman
- 1942 : Frédérica de Jean Boyer
- 1947 : Combat pour tous de Georges Régnier (CM)
- 1948 : La vie continue de Carlos Vilardebó (CM)
- 1949 : La Ferme des sept péchés de Jean Devaivre
- 1950 : L'Homme de la Jamaïque de Maurice de Canonge
- 1950 : Sans tambour ni trompette de Roger Blanc
- 1950 : Vendetta en Camargue de Jean Devaivre
- 1951 : La Belle Image de Claude Heymann
- 1951 : Capitaine Ardant d'André Zwoboda
- 1951 : Victor de Claude Heymann
- 1952 : Il est minuit, docteur Schweitzer d'André Haguet
- 1952 : Ma femme, ma vache et moi de Jean Devaivre
- 1952 : Son dernier Noël de Jacques Daniel-Norman
- 1952 : Procès au Vatican d'André Haguet
- 1953 : Alerte au Sud de Jean Devaivre
- 1954 : Mourez, nous ferons le reste de Christian Stengel
- 1954 : Le Vicomte de Bragelonne de Fernando Cerchio
- 1955 : Milord l'Arsouille d'André Haguet
- 1956 : Les Mains liées de Roland Quignon, Aloysius Vachet et Paul Vandenberghe
- 1956 : La Châtelaine du Liban de Richard Pottier
- 1956 : Le Chanteur de Mexico de Richard Pottier
- 1957 : Fernand clochard de Pierre Chevalier
- 1957 : La Roue d'André Haguet et Maurice Delbez
- 1958 : Sérénade au Texas de Richard Pottier
- 1958 : Tabarin de Richard Pottier
- 1959 : Arrêtez le massacre d'André Hunebelle
- 1959 : Ars de Jacques Demy (CM)
- 1959 : Cigarettes, Whisky et P'tites Pépées de Maurice Régamey
- 1959 : De terre et de mer de Georges Régnier (CM)[2]
- 1960 : Petite Suite pour jardins de Georges Régnier (CM)
- 1960 : Colère froide d'André Haguet et Jean-Paul Sassy
- 1961 : Gosse de Paris de Marcel Martin (CM)
- 1962 : Le Soleil dans l'œil de Jacques Bourdon
- 1962 : Le Rossignol de Kabylie de Georges Régnier (CM)
- 1964 : Nick Carter va tout casser d'Henri Decoin

## Note et référence
1. ↑  D'après sa fiche d'état-civil des Gens du Cinéma.
2. ↑  « De terre et de mer », sur cinematheque-bretagne.fr (consulté le 16 mai 2016).